# فرانك جيبسون (لاعب كرة قاعدة)
فرانك جيبسون (بالإنجليزية: Frank Gibson)‏ هو لاعب كرة قاعدة أمريكي، ولد في 27 سبتمبر 1890 في أوماها في الولايات المتحدة، وتوفي في 27 أبريل 1961 في أوستن في الولايات المتحدة.

## وصلات خارجية
- فرانك جيبسون على موقعبيزبول رفرنس.كوم (الدوري الرئيسي) (الإنجليزية)
- فرانك جيبسون على موقعبيزبول رفرنس.كوم (الدوري الثانوي) (الإنجليزية)